# Temptation Island VIP (seconda edizione)
La seconda edizione del reality show Temptation Island VIP è andata in onda ogni lunedì in prima serata su Canale 5 dal 9 settembre al 14 ottobre 2019 per sei puntate con la conduzione di Alessia Marcuzzi. Dopo le sei puntate giovedì 31 ottobre 2019 è andato in onda uno speciale, intitolato Il viaggio di Temptation Island VIP.
Le puntate sono state registrate all'Is Morus Relais. La sigla del programma è stata una versione ridotta della canzone Love the Way You Lie di Eminem feat. Rihanna.

## Le coppie
Le coppie che partecipano sono:
- Ciro Petrone e Federica Caputo (fidanzati da 8 anni)[1]
- Pago e Serena Enardu (fidanzati da 6 anni e mezzo)
- Stefano Macchi e Anna Pettinelli (fidanzati da 5 anni e mezzo)
- Andrea Ippoliti e Nathaly Caldonazzo (fidanzati da 3 anni)
- Gabriele Pippo e Silvia Maturani (fidanzati da 1 anno)
- Alex Belli e Delia Duran (fidanzati da 11 mesi)
- Simone Bonaccorsi e Chiara Esposito (fidanzati da 10 mesi)
- Damiano Coccia "Er Faina" e Sharon Macri (fidanzati da 6 mesi)

## Tentatrici
L'età delle tentatrici si riferisce al momento dell'arrivo sull'isola delle tentazioni.
| Tentatrice          | Età     | Professione                                                  | Nazionalità |
| ------------------- | ------- | ------------------------------------------------------------ | ----------- |
| Alice Bertelli      | 28 anni | Impiegata di studio dentistico, conduttrice TV               | Italia      |
| Ana Paula Manzanal  | 24 anni | Conduttrice TV, attrice                                      | Perù        |
| Antonietta Fragasso | 21 anni | Modella, ex concorrente di Miss Italia 2018                  | Italia      |
| Cecilia Zagarrigo   | 25 anni | Studentessa, ex corteggiatrice di Uomini e donne             | Italia      |
| Daniela Troisi      | 39 anni | Conduttrice TV e speaker radiofonica                         | Italia      |
| Federica Francia    | 22 anni | Studentessa, modella, ex corteggiatrice di Uomini e donne    | Italia      |
| Federica Spano      | 25 anni | Segretaria, ex corteggiatrice di Uomini e donne              | Italia      |
| Gaia Mastrotaro     | 24 anni | Studentessa                                                  | Italia      |
| Marina Vetrova      | 27 anni | Ballerina                                                    | Russia      |
| Marta Krevsun       | 30 anni | Modella, ex tentatrice di Temptation Island                  | Ucraina     |
| Silvia Tramonte     | 25 anni | Imprenditrice                                                | Italia      |
| Valentina Galli     | 27 anni | Designer, imprenditrice, ex corteggiatrice di Uomini e donne | Italia      |
| Veronica Fedolfi    | 26 anni | Modella, ex concorrente di Miss Italia 2014                  | Italia      |
| Zoe Mallucci        | 21 anni | Studentessa, modella                                         | Italia      |

## Tentatori
L'età dei tentatori si riferisce al momento dell'arrivo sull'isola delle tentazioni.
| Tentatore            | Età     | Professione                                                                             | Nazionalità |
| -------------------- | ------- | --------------------------------------------------------------------------------------- | ----------- |
| Alessandro Catania   | 28 anni | Agente di commercio, ex corteggiatore di Uomini e donne                                 | Italia      |
| Alessandro Graziani  | 28 anni | Pallavolista                                                                            | Italia      |
| Antonio Moriconi     | 23 anni | Maestro di sci, ex tentatore di Temptation Island 6, ex corteggiatore di Uomini e donne | Italia      |
| David Nenci          | 33 anni | Modello, personal trainer e personaggio TV                                              | Italia      |
| Fabrizio Baldassarre | 31 anni | Hair stylist, ex corteggiatore di Uomini e donne                                        | Italia      |
| Giancarlo Picariello | 40 anni | Imprenditore                                                                            | Italia      |
| Gianmaria Gerolin    | 32 anni | Modello e imprenditore                                                                  | Italia      |
| Jack Queralt         | 40 anni | Attore                                                                                  | Spagna      |
| Mattia Bertucco      | 31 anni | Modello, dj e gestore di locali                                                         | Italia      |
| Mattia Marciano      | 27 anni | Modello, ex tronista di Uomini e donne                                                  | Italia      |
| Michele Loprieno     | 53 anni | Imprenditore, ex cavaliere di Uomini e donne                                            | Italia      |
| Riccardo Colucci     | 33 anni | Preparatore atletico                                                                    | Italia      |
| Ricky Costantino     | 28 anni | Allenatore di calcio, ex corteggiatore di Uomini e donne                                | Italia      |
| Samy Youssef         | 24 anni | Modello                                                                                 | Egitto      |
| Valerio Maggiolini   | 25 anni | Responsabile marketing                                                                  | Italia      |

## Ascolti
| Puntata                             | Messa in onda     | Telespettatori | Share  |
| ----------------------------------- | ----------------- | -------------- | ------ |
| 1                                   | 9 settembre 2019  | 2 949 000      | 18,16% |
| 2                                   | 16 settembre 2019 | 2 959 000      | 17,75% |
| 3                                   | 23 settembre 2019 | 3 034 000      | 19,36% |
| 4                                   | 30 settembre 2019 | 3 326 000      | 20,19% |
| 5                                   | 7 ottobre 2019    | 3 256 000      | 20,26% |
| 6                                   | 14 ottobre 2019   | 3 363 000      | 19,40% |
| Media                               | Media             | 3 148 000      | 19,19% |
| Il viaggio di Temptation Island VIP | 31 ottobre 2019   | 1 431 000      | 9,10%  |